# Лещинский, Олег Станиславович
Оле́г Станисла́вович Лещи́нский (укр. Олег Станіславович Лещинський; род. 31 декабря 1965, Киев) — советский футболист, украинский и российский тренер. Главный тренер клуба «Евпатория».

## Карьера
В возрасте семи лет начал заниматься в школе киевского «Динамо». В 14 лет перешёл в республиканский спортинтернат, затем поступил в Киевский государственный институт физической культуры. В первенстве СССР играл в командах второй лиги. В 1983—1984 был в составе «Десны» (Чернигов), в 1985 — «Авангарда» (Ровно). С сентября 1986 жил в Севастополе, в 1986—1990 играл за «Атлантику»/«Чайку».
Лещинский закончил играть в 24 года и стал работать тренером в севастопольской ДЮСШОР № 5. Позже работал каменщиком, сторожем, менеджером, заведующим прокатом автомобилей, слесарем, учителем в школе. В 1999 году вернулся в ДЮСШОР, через 1,5 года перешёл в новообразованный ФК «Севастополь», где стал ассистентом у Валерия Петрова. Был в команде также старшим тренером второй команды, четырежды — исполняющим обязанности главного тренера, главным тренером, спортивным директором. В 2010 году вывел команду в Премьер-лигу чемпионата Украины.
В 2012—2013 был главным тренером клуба «Титан» (Армянск). В начале 2014 перешёл в российский клуб ПФЛ «Тосно», 4 марта стал главным тренером. 15 мая 2014 года из-за конфликта с игроками был отправлен в отставку.
В августе 2014 года возглавил «СКЧФ Севастополь-2», выступающий в чемпионате Крыма. После того, как у главного тренера основной команды Сергея Диева случился инсульт, возглавил основную команду. По окончании дебютного чемпионата Крымской премьер-лиги, в котором СКЧФ занял 2 место, руководство клуба решило не продлевать контракт с тренером.
С августа 2016 — главный тренер грузинского клуба «Гурия» (Ланчхути). В ноябре после 10 сыгранных матчей был уволен из клуба. 30 марта 2017 был назначен главным тренером клуба «Океан» (Керчь) из премьер-лиги Крыма. В январе 2018 года покинул «Океан» и стал помощником тренера в клубе «Днепр» (Могилёв). 28 июня 2018 года, после отставки главного тренера клуба, Вячеслава Левчука, покинул клуб вместе с ним. В июле того же года возглавил клуб «Черноморец» (Севастополь) чемпионате Крыма. 10 января 2020 года назначен главным тренером клуба «Кафа».
В январе 2022 года возглавил «Евпаторию».

## Семья
Супруга Светлана (с 1989), старший сын Станислав, младший Евгений.